# Convention de base
 (février 2020).
Améliorez-le ou discutez des points à vérifier. 
 (mai 2020).
Si vous disposez d'ouvrages ou d'articles de référence ou si vous connaissez des sites web de qualité traitant du thème abordé ici, merci de compléter l'article en donnant les références utiles à sa vérifiabilité et en les liant à la section « Notes et références ».
En finance, la convention de base détermine la façon dont les intérêts s'accumulent au fil du temps pour une variété d'instruments financiers : obligations,notes, prêts, hypothèques, billets à moyen terme, swaps et contrats de garantie de taux (FRA). Cette convention détermine le nombre de jours entre deux paiements de coupons ; soit au calcul du montant transféré sur les dates de paiement et également les intérêts courus pour les dates entre les paiements. La convention de base est également utilisée pour quantifier les périodes de temps lors de l'actualisation des flux de trésorerie à sa valeur actuelle.

## Nécessité
La nécessité d'instaurer des conventions de comptage de jour est une conséquence directe des investissements à intérêts. Différentes conventions ont été élaborées pour répondre à diverses exigences, y compris la facilité de calcul, la constance de la période (jour, mois, année) et les besoins de la comptabilité.
Il n'y a pas d'autorité centrale normalisant des conventions de comptage de jour, donc il n'y a pas de terminologie standard, cependant, l'International Swaps and Derivatives Association (ISDA) et de l'International Capital Market Association (ICMA) ont fait un travail sur la collecte et la documentation des conventions.

## Conventions fréquemment utilisées
Parmi les conventions fréquemment utilisées, on peut citer :
- Exact/Exact convention correspondant au nombre exact de jours (utilisation pour les calculs d'intérêts sur EONIA, par exemple, ainsi que TAM/TAG). Le numérateur est composé du nombre exact de jours entre deux dates, {\displaystyle d_{1}} et {\displaystyle d_{2}>d_{1}} ; le dénominateur est composé du nombre de jours exacts entre {\displaystyle d_{2}} et la même date un an plus tôt (année glissante). Le résultat est soit 365, soit 366 jours.
- Exact/365 : convention proche du Exact/Exact sans prendre en compte les années bissextiles. Cette convention est utilisée pour les calculs de taux en GBP (livre sterling) ainsi que pour ceux en AUD (dollar australien).
- Exact/360 (communément appelé Exact/360 ou "base monétaire" ou "Annualized Money Market" - AMM, car en usage sur le marché monétaire) : convention pour laquelle l'année, dite lombarde, correspond à 360 jours. Elle est appliquée pour le calcul des intérêts sur les taux EURIBOR {\displaystyle n} MOIS par exemple.
- 30/360 : (communément appelée "Bond Basis" ou "Annualized Bond Basis" (ABB)) : convention selon laquelle une année est composée de 12 mois de 30 jours chacun, soit 360 jours. Elle est utilisée sur le marché obligataire, facilitant les calculs du montant du coupon couru entre deux dates d'échéance. On peut parler de méthode proportionnelle, puisqu'entre le 15 décembre et le 15 mars de l'année suivante, il y aura toujours 90 jours, que l'année soit bissextile ou non. Le coupon couru sera donc égal au quart de sa valeur annuelle. De la même manière, entre le 10 juillet et le 10 septembre, il y aura toujours 60 jours, tout comme entre le 10 février et le 10 avril, quelle que soit l'année. Selon cette convention, tous les mois ont 30 jours, y compris le mois de février.
- ACT/ACT ou convention {\displaystyle A_{n}/n\times A_{n}} : selon cette convention, le nombre de jours de l'année est égal à {\displaystyle n} fois le nombre de jours qui sépare deux dates de paiement du coupon, {\displaystyle n} étant le nombre de fois que le coupon est payé dans l'année. Exemple : si {\displaystyle A_{2}=184}, alors le dénominateur sera égal à {\displaystyle 368}. Cette méthode de calcul est utilisée en particulier pour les bonds du Trésor américains (T-Bonds), car aux USA, les coupons obligataires sont semi-annuels, alors qu'en Europe, par exemple, ils sont toujours annuels, sauf stipulation contraire.